# Stenodyneriellus pseudoplanus
Stenodyneriellus pseudoplanus är en stekelart som beskrevs av Giordani Soika 1995. Stenodyneriellus pseudoplanus ingår i släktet Stenodyneriellus och familjen Eumenidae. Inga underarter finns listade i Catalogue of Life.